# Урман-Бішкадак
Урма́н-Бишкада́к (рос. Урман-Бішкадак, башк. Урман-Бишҡаҙаҡ) — село у складі Ішимбайського району Башкортостану, Росія. Адміністративний центр Урман-Бішкадацької сільської ради.
Населення — 613 осіб (2010; 715 в 2002).
Національний склад:
- башкири — 72%